# Erwin Freundlich

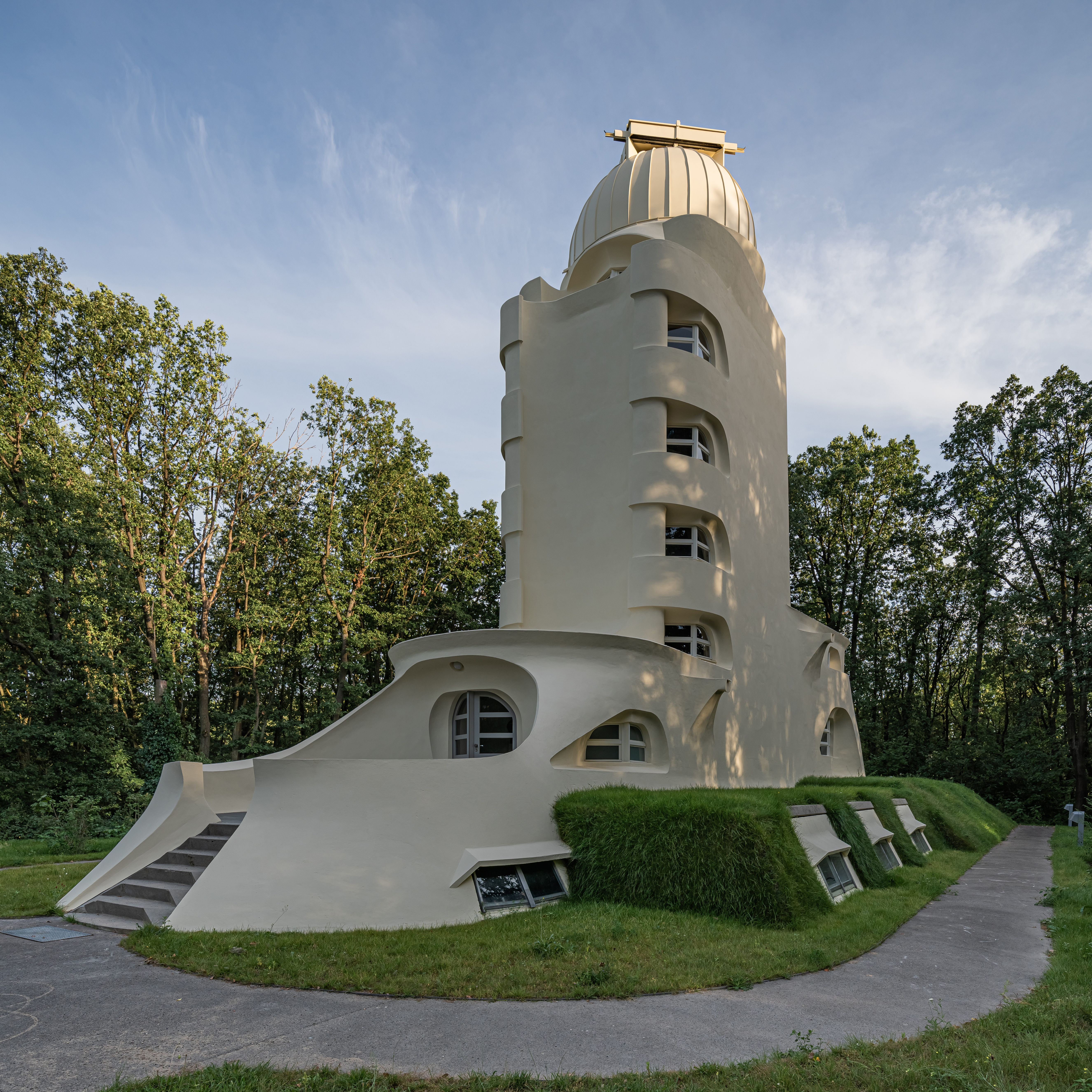
Einsteinturm auf dem Telegrafenberg in Potsdam.

Erwin Finlay-Freundlich (geboren 29. Mai 1885 in Biebrich am Rhein; gestorben 24. Juli 1964 in Wiesbaden) war ein deutscher Astrophysiker. 

## Leben
Freundlich war der Sohn einer schottischen Mutter, Ellen Elizabeth Finlayson, und des Friedrich Philipp Ernst Freundlich, dem Direktor einer Eisengießerei in Biebrich am Rhein. Sein Bruder war der Chemiker Herbert Finlay Freundlich.
Er promovierte 1910 in Göttingen bei Felix Klein über ein Problem der analytischen Funktionentheorie und wurde danach Assistent an der Berliner Sternwarte, wo er mit Routinemessungen betraut war.
1911 hatte der junge Physiker an der K.k. deutschen Karl-Ferdinands-Universität Prag, Albert Einstein, eine Version der späteren Allgemeinen Relativitätstheorie veröffentlicht: Über den Einfluss der Schwerkraft auf die Ausbreitung des Lichtes (Ann. Phys. 35 (1911) 898). Er sagte eine Ablenkung von Lichtstrahlen, die tangentiell den Sonnenrand streifen, von lediglich 0".85 Bogensekunden voraus. (In der Endfassung von 1915/6 erhöht sich der Wert auf 1".75 durch Berücksichtigung der Raumkrümmung.) Sein Kollege, der Astronom Leo Wenzel Pollak, suchte Astronomen, die diesen Effekt beobachten sollten. Alle erfahrenen Astronomen sahen keine Chance. Freundlich, der der stupiden Routinetätigkeit entfliehen wollte, nahm die Herausforderung begeistert an. Damit begann eine lange Zusammenarbeit mit Einstein.
Zuerst versuchte er, die Ablenkung von Lichtstrahlen im Schwerefeld der Sonne aus alten Sonnenfinsternisfotoplatten zu ermitteln. Dies schlug fehl, da die Aufnahmen für andere Ziele optimiert waren. Doch durch die Veröffentlichung des negativen Resultats 1913, zwei Jahre vor der Publikation der endgültigen Version der Allgemeinen Relativitätstheorie, wurden die Ideen des noch relativ unbekannten Professors an der Karls-Universität Prag in Kreisen deutscher Astronomen bekannt. Bei der Sonnenfinsternis vom 21. August 1914 in Russland wollte er dann den experimentellen Beweis erbringen. Die Expedition wurde konkret ab April 1914 vorbereitet und auch durchgeführt, scheiterte jedoch am Ausbruch des Ersten Weltkrieges. Freundlich wurde in Russland interniert. Auch bei weiteren Sonnenfinsternisexpeditionen bis 1954 konnten keine zufriedenstellenden Resultate erbracht werden, oft verhinderte das schon das Wetter.
Nach Deutschland zurückgekehrt, setzte sich Freundlich sehr für den Bau eines Sonnenobservatoriums ein, das als Einsteinturm in Potsdam errichtet wurde. Der cellospielende Freundlich lernte über die Cellistin Luise Maas deren Gatten, den Architekten Erich Mendelsohn kennen, der den Einsteinturm erbaute. Freundlich leitete später das zum Observatorium gehörige Einstein-Institut, einen Teil des Astrophysikalischen Observatoriums (AIP). Der von der Allgemeinen Relativitätstheorie vorhergesagte Effekt der Rotverschiebung von Spektrallinien im Schwerefeld der Sonne konnte allerdings nicht nachgewiesen werden. 1929 leitete er eine Sonnenfinsternis-Expedition nach Sumatra, an der u. a. Walter Grotrian teilnahm.
1933 musste Freundlich Deutschland verlassen, da er durch seine jüdische Großmutter väterlicherseits unter § 3 des „Berufsbeamtengesetzes“ fiel, den „Arierparagraphen“. Bis 1937 leitete er das Astronomische Institut der Universität Istanbul, wo er Vorlesungen hielt, in Zusammenarbeit mit Wolfgang Gleißberg neue Lehrbücher erarbeitete und auch ein Sonnenobservatorium aufbaute. Bis 1939 hatte er einen Lehrstuhl an der Deutschen Universität Prag.
Über Holland gelangte er auf Empfehlung von Arthur Stanley Eddington an die Universität St Andrews, wo er ein Observatorium aufbaute. Von 1951 bis 1959 hatte er den John-Napier-Lehrstuhl für Astronomie inne.
Die Messungen zur Ablenkung des Lichts am Sonnenrand bei Sonnenfinsternissen hatten die Allgemeine Relativitätstheorie bestätigt, doch gab es ein Problem: Der gemessene Wert der Ablenkung lag etwas höher als der theoretische Wert von 1".75. Freundlich versuchte zeit seines Lebens, den Grund zu ermitteln. Dabei entfernte er sich nicht nur immer weiter von den allgemein anerkannten Theorien, sondern geriet im Kreise seiner Kollegen auch immer weiter ins Abseits. So schlug er z. B. 1953 mit Max Born eine alternative Theorie zur Rotverschiebung der Galaxien vor. (Die Temperatur des Universums wurde dabei im Bereich 1,9 bis 6 K berechnet.) Gegen Ende seines Lebens bestätigten dann Radioastronomen den theoretischen Wert. 1941 wurde er zum Mitglied der Royal Society of Edinburgh gewählt.
Nach seiner Pensionierung kehrte er nach Deutschland zurück. Er ließ sich in seiner Geburtsstadt Wiesbaden nieder und lehrte als Honorarprofessor an der Johannes-Gutenberg-Universität in Mainz.
1970 wurde ein Mondkrater nach ihm benannt (Mondkrater Freundlich) und 2022 ein Asteroid ((9873) Freundlich). Auch das Café Freundlich im Potsdamer Wissenschaftspark Albert Einstein trägt seinen Namen.

### Familie
1913 heiratete er die Jüdin Käte Hirschberg. Die Ehe blieb kinderlos und nach dem Tod der Schwester seiner Frau adoptierten sie deren Kinder Hans und Renate.

## Veröffentlichungen (Auswahl)
- Analytische Funktionen mit beliebig vorgeschriebenem, unendlich-blättrigem Existenzbereiche, Dissertation, Göttingen, 1910
- Über einen Versuch, die von A. Einstein vermutete Ablenkung des Lichtes in Gravitationsfeldern zu prüfen, Astronomische Nachrichten 193 (1913) 369
- Die Grundlagen der Einsteinschen Gravitationstheorie. Mit einem Vorwort von Albert Einstein, Berlin: Springer, 1916.
- Das Turmteleskop der Einstein-Stiftung, Berlin: Julius Springer, 1927
- mit Harald v. Klüber und Albert von Brunn: Weitere Untersuchungen über die Bestimmung der Lichtablenkung im Schwerefeld der Sonne, Potsdam : [Astrophysik. Observatorium, Einstein-Inst.], 1933. (Annalen von der Bosscha-Sterrenwacht, Lembang (Java)).
- Erwin Finlay-Freundlich: Cosmology (= International Encyclopedia of Unified Science. Band 1, Nr. 8). University of Chicago Press, Chicago 1951; 3. Auflage 1962.
- Erwin Finlay-Freundlich: Über die Rotverschiebung der Spektrallinien und Max Born: Theoretische Bemerkungen zu Freundlichs Formel für die stellare Rotverschiebung - Göttingen: Vandenhoeck & Ruprecht, 1953, S. 96–108 (Nachrichten der Akademie der Wissenschaften in Göttingen, Jg. 1953, Nr. 7)